# Cerkiew Michała Archanioła w Brzegach Dolnych
Cerkiew Św. Michała Archanioła – dawna parafialna cerkiew greckokatolicka, wzniesiona w 1844 we wsi Brzegi Dolne. 
Od 1973 cerkiew pełni funkcję rzymskokatolickiego kościoła parafialnego Matki Bożej Różańcowej w Brzegach Dolnych.

## Historia
Cerkiew wzniesiona w roku 1844 w miejscu wcześniejszej cerkwi, wzmiankowanej już w roku 1615. Odnawiana kolejno w latach 1884, 1909 i 1922. Po powrocie wsi do Polski w roku 1951 cerkiew służyła Zarządowi Budownictwa Leśnego za magazyn nawozów i materiałów budowlanych. W roku 1973 przejęta została przez kościół rzymskokatolicki. W roku 1978 przeszła remont generalny.

## Architektura i wyposażenie
Cerkiew w Brzegach Dolnych jest świątynią dwudzielną o konstrukcji zrębowej. Do prezbiterium przylegają dwie zakrystie, z czego południowa została dobudowana podczas remontu w roku 1909. Nawa szersza niż prezbiterium. Nad obiema częściami dachy dwuspadowe. Nad nawą baniasta wieżyczka.
W świątyni nie zachowały się elementy pierwotnego ruchomego wyposażenia. Na ścianach i stropach zachowana polichromia figuralna i ornamentalna. Stanowiące najcenniejszy element wyposażenia XVIII-wieczne rzeźby pochodzą z kościoła w Przeworsku.

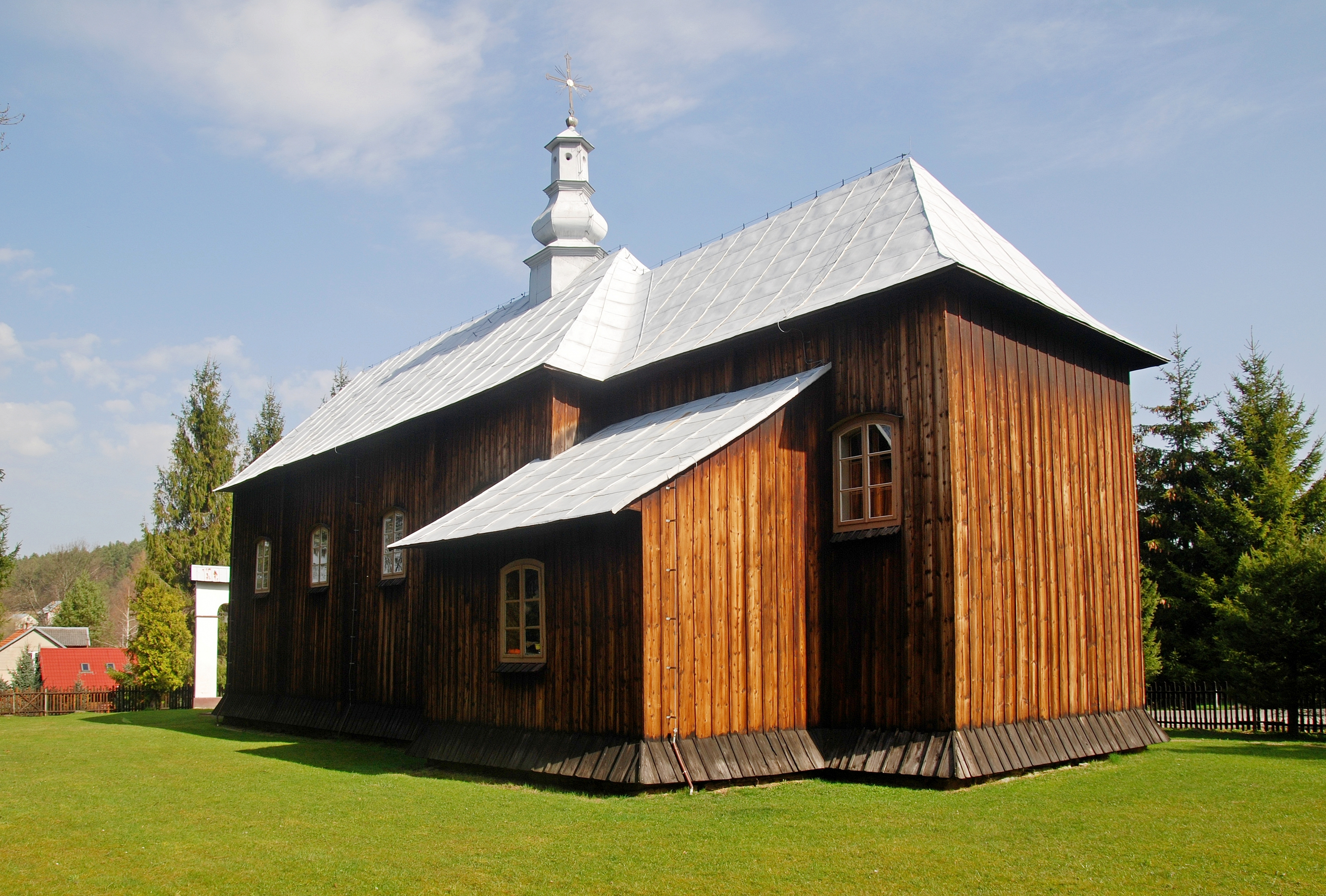
Widok od sanktuarium
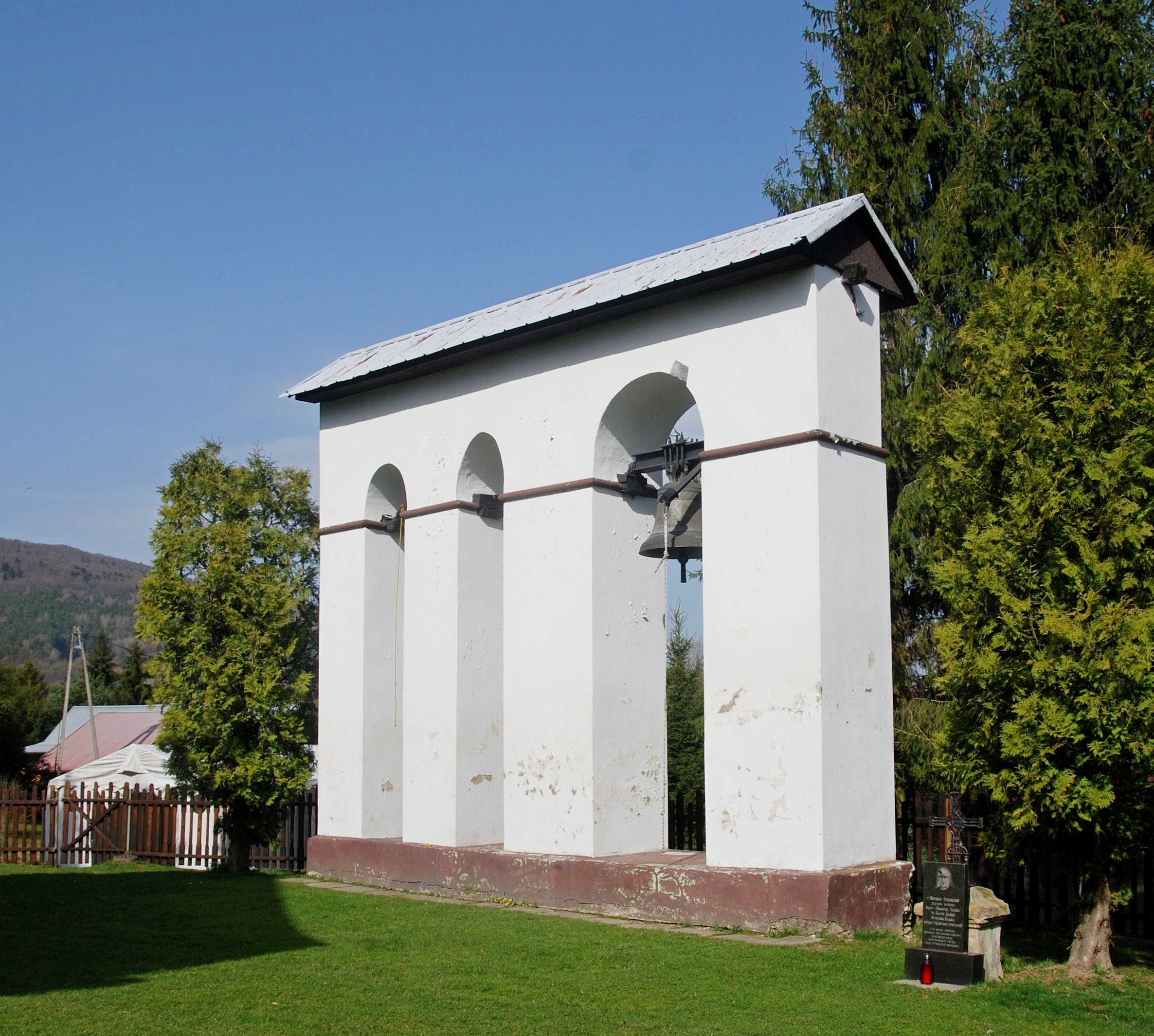
Dzwonnica
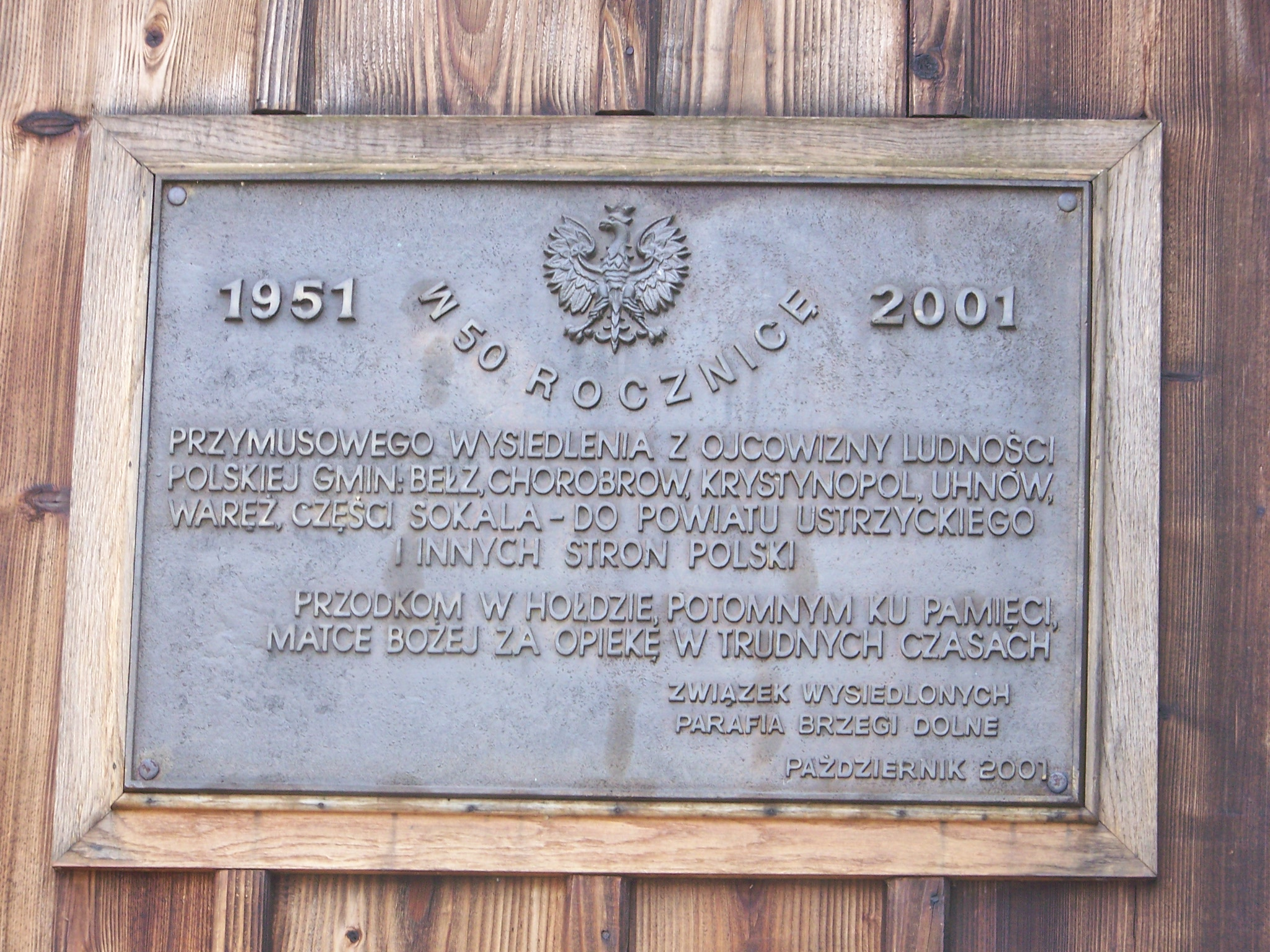
Tablica na świątyni

## Wokół cerkwi
Na zachód od cerkwi stoi murowana dzwonnica parawanowa, najprawdopodobniej wybudowana równocześnie z cerkwią.